# 安部信平
安部 信平（あんべ のぶひら）は、江戸時代中期の大名。武蔵国岡部藩6代藩主。官位は従五位下・摂津守。

## 生涯
宝永7年（1710年）、5代藩主・安部信賢の長男として誕生。享保8年（1723年）、父の死去により家督を継いだ。享保16年（1731年）12月、従五位下・摂津守に叙位・任官する。
寛延3年（1750年）4月5日に死去した。享年41。跡を養子・信允が継いだ。

## 系譜
父母
- 安部信賢（父）
- 青山秘成の養女（母）

正室
- 松平忠喬の娘

養子
- 安部信允 ー 安部信興[1]の次男